# The Other Side of Status Quo
The Other Side of Status Quo è un album rarità del gruppo inglese Status Quo, uscito nel 1990.

## Il disco
Il disco raccoglie una buona quantità di brani incisi e pubblicati come “lato B” di vari singoli incisi dalla band nel corso degli anni, qui in gran parte riediti per la prima volta. Il materiale incluso spazia nel periodo che va tra il 1973 ed il 1989.

## Tracce
1. Magic – 3:52 – (Rossi/Frost)
2. The Power of Rock – 4:41 – (Parfitt/Williams/Rossi)
3. Don't Give It Up – 4:22 – (Lighrman/Edwards/Rossi/Parfitt)
4. Rotten to the Bone - 3:43 – (Rossi/Bown)
5. You Lost the Love – 3:00 – (Rossi/Young)
6. Heartburn – 4:45 – (Patrick/Parfitt/Rossi)
7. Perfect Remedy – 4:37 – (Rossi/Frost)
8. A B Blues – 4:27 – (Rossi/Parfitt/Lancaster/Coghlan/Bown)
9. Keep Me Guessing – 4:30 – (Rossi/Young/Parfitt)
10. Joanne – 4:06 – (Lancaster/Parfitt)
11. Doing It All for You – 4:10 – (Parfitt7Williams)
12. Lonely – 5:06 – (Rossi/Parfitt)
13. That's Alright – 3:29 – (Rossi/Frost)
14. I Wonder Why – 3:59 – (Rossi/Frost)
15. Gerdundula (Live) - 2:33 – (Manston/James)
16. Long Legged Linda – 5:32 – (Williams/Parfitt)
17. Forty Five Hundred Times – 6:24 – (Rossi/Parfitt)
18. Junior's Wailing (Live) – 3:54 – (White/Pugh)

## Formazione
- Francis Rossi (chitarra solista, voce)
- Rick Parfitt (chitarra ritmica, voce)
- Alan Lancaster (basso, voce)
- John Edwards (basso
- John Coghlan (percussioni)
- Jeff Rich (percussioni)
- Andy Bown (tastiere)